# Anne Hamilton (3e duchesse de Hamilton)
Anne Hamilton, 3e duchesse de Hamilton (6 janvier 1632  - 17 octobre 1716) est une pair écossaise.
Fille de James Hamilton, général écossais et premier pair du royaume, et Lady Mary Feilding, fille de William Feilding, 1er comte de Denbigh et Lady Susan Villiers, sœur de George Villiers.
Elle est née au palais de Whitehall à Londres, où sa mère est dame de la chambre d'Henriette-Marie de France, épouse du roi Charles Ier roi d'Écosse et d'Angleterre.

## Biographie
À la suite de l'exécution du premier duc pour son rôle dans les guerres des Trois Royaumes en 1649, son frère, William, comte de Lanark, hérite des titres et des terres. Il meurt des suites de blessures reçues lors de la bataille de Worcester en 1651, alors qu'il menait son régiment dans l'un des combats les plus difficiles. Dans son testament fait à La Haye en 1650, il stipulait que Lady Anne était son héritière, au-delà de ses propres enfants (toutes des filles, son fils unique étant mort dans l'enfance).
Lady Anne devient la duchesse de Hamilton avec les titres subsidiaires de marquise de Clydesdale, de comtesse d'Arran, Lanark et Cambridge, Lady Aven, Innerdale, Machanshire et Polmont ,. Elle hérite du duché de Hamilton grâce à un acte qui stipule que le duché devait être dévolu à la fille aînée du premier duc si son oncle mourrait sans laisser de fils.
De par son ascendance paternelle, Anne peut prétendre au trône d’Écosse, bien que cela dépendait de la disparition de la Maison Stuart. Elle est issue de Jacques II d'Écosse par le mariage de James Hamilton avec sa fille Marie. Son arrière-arrière-grand-père, James Hamilton, a été l'héritier présomptif de la mort de John Stuart, 2e duc d'Albany, jusqu'à la naissance du futur Jacques VI et a été régent d'Écosse pendant son enfance et l'absence en France de Marie Stuart.

## Mariage et descendance
Elle se marie en 1656, à l'église de Corstorphine, près d'Édimbourg, avec William Douglas, 1er comte de Selkirk, fils cadet de William Douglas, 1er marquis de Douglas. Selkirk est créé duc de Hamilton de son vivant, incluant les titres subsidiaires du duché de jure uxoris, et en 1660, il prend le nom de famille Douglas-Hamilton. Entre 1657 et 1673, le couple donne naissance à 13 enfants.
- Lady Mary Hamilton (1657-1666)
- James Hamilton (4e duc de Hamilton) (1658-1712), appelé le comte d'Arran jusqu'en 1698.
- Lord William Hamilton (1659-1681)
- Lady Anna Hamilton (1661-1663)
- Lady Catherine Hamilton (1662–1707), mariée à John Murray, premier duc d'Atholl
- Charles Hamilton (1664-1739), plus tard 2e comte de Selkirk
- John Hamilton (1665-1744), plus tard 1er comte de Ruglen et 3e comte de Selkirk
- George Hamilton (1666-1737), plus tard 1er comte d'Orkney
- Lady Susan Hamilton, mariée à John Cochrane, 4e comte de Dundonald, puis à John Hay
- Lady Margaret Hamilton (1668-1731), épouse James Maule, 4e comte de Panmure
- Lady Anna Hamilton (1669, décédée en bas âge)
- Lord Basil Hamilton (1671-1701)
- Archibald Hamilton (1673-1754)

Le père du comte d'Arran meurt en 1694 et, en juillet 1698, sa mère abandonne tous ses titres entre les mains du roi Guillaume, qui les donne à Arran un mois plus tard dans une charte signée à Het Loo, aux Pays-Bas. Il reçoit les titres de duc de Hamilton, marquis de Clydesdale, comte d'Arran, comte de Lanark, comte de Cambridge, Lord Aven, Polmont, Machansyre et Innerdale. Cette nouvelle création de titre est probablement due à la loyauté des parents d'Arran envers le roi, car sa propre affection pour la maison d'Orange est sujette à caution en raison de son présumé jacobitisme. La duchesse meurt le 17 octobre 1716 à Hamilton et y est enterrée, dans le cimetière Bent.

## Travaux de construction
Après son mariage, la duchesse et son mari entreprennent de jeter les bases de ce qui serait, plus tard appelé Dukes, la plus grande résidence privée de l'hémisphère occidental, Hamilton Palace.
Celui-ci est construit à l'emplacement de ce qu'on appelait communément le "Palace" ou "The Orchard", un bâtiment situé dans les "Low Parks of Hamilton". Les Hamiltons vivaient dans les "Low parks", la zone la plus formelle de leur domaine, dans la vallée de la Clyde, depuis le XIVe siècle.
En 1684, elle charge l'architecte James Smith de rénover les bâtiments existants, en supprimant la partie sud de l'ancien bâtiment de la cour sur le site et en agrandissant l'édifice pour former un manoir en forme de U.
Aujourd'hui, le palais n'existe plus et les "Low Parks" font maintenant partie du parc Strathclyde, après avoir été donnés à la nation après le décès du 14e duc de Hamilton en 1973.
Elle fait construire un nouveau bâtiment scolaire destiné à abriter la Grammar School of Hamilton (renommée en 1848 Hamilton Academy), qui a été créée en 1588 par son arrière-grand-père John Hamilton, premier marquis de Hamilton et attenant à Hamilton Palace. En 1714, la duchesse présente ce nouveau bâtiment scolaire sur la nouvelle place Grammar School Square au conseil municipal de Hamilton. Le bâtiment reste utilisé par l’école jusqu’en 1848, date à laquelle l’école déménage dans un autre bâtiment construit à cet effet. Le bâtiment de la duchesse Anne de 1714 subsiste jusqu'à sa démolition en 1932, une plaque commémorant le site étant ensuite érigée par la Hamilton Civic Society, la famille Hamilton continuant d'être les bienfaiteurs de l'école (voir l'article Hamilton Academy).